# Lirquén
Lirquén (pronúncia em espanhol: /liɾ'ken/) é uma cidade portuária pertencente à comuna de Penco, na Província de Concepción, Região de Bío-Bío, no Chile.
Tem cerca de 20 mil habitantes, de acordo com o Censo 2012.
A comuna de Penco limita-se a norte com Tomé, a leste com Florida, a oeste com Talcahuano e a sul com Concepción. Limita-se a noroeste com o Oceano Pacífico.
Lirquén é um importante porto marítimo (Portuaria Sur), tem uma estação ferroviária (estação Lirquén), mina de carvão e uma enseada de pesca.
Lirquén está conurbada com a cidade de Penco (na mesma comuna), criando a conurbação Penco-Lirquén, com mais de 40 mil habitantes em total (censo 2012).
Lirquén faz parte da Grande Concepción, a região metropolitana da Concepción Província.
O gentílico dos habitantes de Lirquén é lirquenino, -a. Aliás, é aceite o gentílico pencón, -ona devido à fazer parte da comuna de Penco e da conurbação Penco-Lirquén, e, por ser a cidade de Penco a capital desta comuna.

## Etimologia
Lirquén é uma voz de origem mapudungun liwen, e significa: amanhece cedo. Outra teoria diz que provém da voz mapudungun llidken, e significa: que tem lama ou sedimento.